# Gian Paolo Polini
Gian Paolo Polini (Carassai, 3 dicembre 1863 – Carassai, 1908) è stato un medico, romanziere e storico italiano.

## Biografia

### Gli Studi
Gian Paolo Polini nacque a Carassai il 3 dicembre del 1863, da Tito e Clelia Polini. Gian Paolo discendeva dalla più alta aristocrazia locale. Una famiglia che discendeva dall'illustre condottiero del fermano Alessandro Simeoni. In giovane età si trasferì a Bologna dove esisteva un antico ceppo della sua famiglia. Portò a termine brillantemente gli studi in medicina e, dopo essersi specializzato in oculistica a Genova, tornò al paese d’origine per operare in qualità di medico condotto. Il Polini si sentiva già fortemente legato a Carassai, nonostante l’atmosfera del capoluogo emiliano avesse influito molto sulla sua formazione umana e professionale. Gli studi e l'ambiente Bolognese, avevano inculcato nel giovane ideali laici e liberali, che non troveranno vita facile nell'ex Stato Pontificio di cui la Regione Marche aveva fatto parte fino all'unificazione. Nonostante questo Gian Paolo Polini mantenne buoni rapporti con alcuni sacerdoti della diocesi fermana grazie ai comuni interessi nella storia e nella consultazione dei documenti antichi. Tornato nelle Marche, sposò Emma Tassoni, una nobile di Massignano, paese a soli 16 km, dalla quale ebbe due figli che chiamò col nome dei suoi genitori.

### Il Medico
A testimonianza della sua attività restano le meticolose relazioni mediche, dalle quali emergono dei veri e propri spaccati della Carassai di fine Ottocento. In proposito occorre segnalare numerosi episodi di violenza legati a percosse ed armi da taglio: viene riferito, ad esempio, di un bambino di dodici anni ferito alla testa da un morso, arrecatogli forse da un suo coetaneo nel corso di una zuffa.
Nel 1899 Carassai fu colpita da una forte epidemia di scarlattina che si protrasse per circa due mesi causando morti soprattutto tra i bambini. Il Polini decise di trasferire la moglie e la figlia di un anno nella vicina Massignano, anche perché la penicillina non era stata ancora scoperta e le terapie del tempo avevano scarse probabilità di risultare efficaci. A ciò s’aggiungeva l’ostinazione della popolazione che, a detta del medico, si rifiutava di tenere gli ammalati in isolamento. Da allora, egli si adoperò alacremente per organizzare in paese un vero e proprio reparto ospedaliero e, per far funzionare al meglio il piccolo centro, si recò più volte a Genova, dove perfezionò le sue tecniche e accrebbe costantemente le sue conoscenze.

### Lo Storico
Oltre che un valente medico, il Polini fu anche un attento storico, ricordato per le importanti ricerche effettuate negli anni trascorsi a Carassai. Predisposto com’era allo studio e all’approfondimento, raccolse ed esaminò una gran mole di antichi documenti, sulla base
dei quali poté ricostruire la storia del suo paese. Morì prima di veder divulgata l’opera, ma buon per lui, il nipote Gian Paolo Fioretti, docente presso l’Università di Napoli, recuperò il manoscritto occupandosi poi della pubblicazione: la Storia di Carassai fu presentata alla
cittadinanza il 2 novembre del 1975.
Durante i suoi studi, il nostro personaggio consultò molte carte allora inedite (alcune delle quali non più reperibili), oltre al ricco materiale conservato nell’archivio diplomatico di Fermo. Va segnalato come egli non abbia mai attinto alla documentazione dell’archivio arcivescovile, ricostruendo un panorama storico privo di elementi legati alla religiosità e al culto, nel più coerente rispetto del suo credo laico.

### L'Archeologo
Gian Paolo Polini visse in un periodo storico molto favorevole alle scoperte archeologiche nelle Marche. Il collezionismo archeologico si era diffuso alla fine del ’700 in seguito alle intense campagne di scavo promosse su suolo piceno dallo stato Pontificio, a cui fanno seguito ricerche più o meno regolari di facoltosi privati, che spesso si fanno intermediari di grandi collezionisti italiani e stranieri. 
Nel corso del XIX sec. il collezionismo conosce localmente molti fautori fra i notabili, la ricca borghesia e i grandi proprietari terrieri; esso diviene simbolo di agiatezza e distinzione sociale. Le raccolte marchigiane di archeologia, posseggono uno spessore culturale legato alla storia locale, e si arricchiscono con i rapporti epistolari, con i maggiori studiosi di antichità dell’epoca fra cui Bartolomeo Borghesi, Celestino Cavedoni e Theodor Mommsen.
Gli ultimi decenni dell’ottocento, sono l’apice del collezionismo perché, con il moderno concetto di museo, ogni singolo reperto acquista un maggiore e preciso significato documentario, storicistico. 
Gian Paolo Polini identificò tutti i punti di interesse archeologico del territorio di Carassai, le sue considerazioni sono ancora oggi preziosissime per delineare una situazione irrimediabilmente compromessa.
Gli alberi genealogici realizzati dal medico carassanese, si estesero anche ad altre famiglie non nobili del suo paese e questi, insieme ai suoi scritti, hanno ispirato generazioni di ricercatori ed alimentato una vivace vita culturale.

### Il Romanziere
Gian Paolo Polini forse ispirato, se non addirittura sollecitato dai nobili autori conterranei di romanzi storici sui principali personaggi del fermano del XIV secolo, si prodiga nella stesura di un romanzo che dedica in prefazione al suo paese: <<AL MUNICIPIO DI CARASSAI QUESTE POCHE PAGINE RIGUARDANTI LA SUA STORIA>>.
Il personaggio la cui vicenda è stata romanzata dal Polini, è Boffo da Massa, legato ai personaggi di “Mercenario da Monteverde” del Marchese Cesare Trevisani di Altidona, del 1850 e “Gentile da Mogliano” di Giovanni Battista Ripamonti di Mogliano, del 1876.
Ispirandosi al romanzo del Polini, Niccola Pansoni, poeta di Cossignano, dedicherà nel 1925 un'opera in versi in dialetto cossineo allo stesso personaggio storico, dal titolo: XXIV SONETTI IN DIALETTO COSSIGNANESE CON NOTE STORICHE “LA PRESA DI COSSIGNANO” A. D. 1370.
Lo stile del romanzo si evince dalla dedica scritta dallo stesso Gian Paolo Polini nelle prime pagine: <<Io non ho inteso già di scrivere un romanzo: ma semplicemente ho voluto dare, ad alcuni appunti storici, una forma amena e piacevole per renderli in tal guisa popolari col facilitarne la lettura.>>

### La Morte
Gian Paolo Polini morì nel 1908, a 45 anni, mentre assisteva un paziente operato di cataratta. A
stroncare la vita di questa luminosa figura carassanese fu probabilmente un infarto.

## Pubblicazioni
- 1888 Gian Paolo Polini, Boffo da Massa. Racconto istorico del Secolo XIV, Egidi editore, Montefiore dell'Aso.
- 1975 Gian Paolo Polini, Storia di Carassai, Liguori editore, Napoli (postumo)